# Успенівка (Нижньосірогозький район)
Успенівка — колишнє село Успенівської сільської ради Нижньосірогозького району Херсонської області.
В часі Голодомору 1932—1933 років від нелюдської смерті помирали люди — встановлено смерть 19 людей..
Зняте з обліку 20 березня 1996 року.